# نيوزيلنديون مصريون
النيوزيلنديون المصريون هم مواطنون نيوزيلنديون ومقيمون دائمون في نيوزيلندا من أصل مصري. وفقاً لتعداد نيوزيلندا 2013، أعلن 1110 مواطناً نيوزيلندياً ومقيماً دائماً أنهم أصولهم تعود إلى مصر.